# Encarsia aurithorax
Encarsia aurithorax är en stekelart som beskrevs av Girault 1913. Encarsia aurithorax ingår i släktet Encarsia och familjen växtlussteklar. Inga underarter finns listade i Catalogue of Life.